# Embalse de Arcos
El embalse de Arcos es un embalse localizado en la localidad gaditana de Arcos de la Frontera (Andalucía, España). Pertenece a la Demarcación Hidrográfica del Guadalete-Barbate.
Fue construido en el año 1966 como embalse de derivación, del de la localidad de Bornos. Su capacidad es de 14 hm³ y se usa para consumo humano.

## Interés
En la zona se intentó fomentar el turismo durante los años 90, llegando a contar con un barco propiedad del conde de Lebrija, pero su éxito fue escaso.
Destaca el paraje natural Cola del embalse de Arcos.
El 4 de febrero de 2011 el embalse se vio vaciado en un 80% debido a unas obras de mantenimiento que se llevaron a cabo sobre las compuertas del mismo por órdenes de la Agencia Andaluza del Agua. Esta acción fue criticada por Ecologistas en Acción Arcos quienes denunciaron que la Agencia Andaluza del Agua no había previsto un plan de limpieza del entorno del lago. A esta crítica se sumaron otras sobre la poca consideración que se tuvo con la fauna del propio lago.
En 2014, tras una serie de reformas necesarias en el entorno, el Ayuntamiento de Arcos de la Frontera habilitó un área cercana a la urbanización del Mesón de la Molinera creando así una playa artificial apta para el baño. Esta obra se encontró rodeada de polémica, debido a que diversas asociaciones animalistas criticaron el impacto que se producía sobre la fauna y flora del entorno. La imagen que dejó el vaciado del "Lago de Arcos" fue desoladora mostrando la cara más oscura de este lago. El lago tiene en todo su recorrido miles de vertidos metálicos, plásticos y en general basura que no recibió más que un leve saneamiento por parte del ayuntamiento sin ningún tipo de efecto positivo.

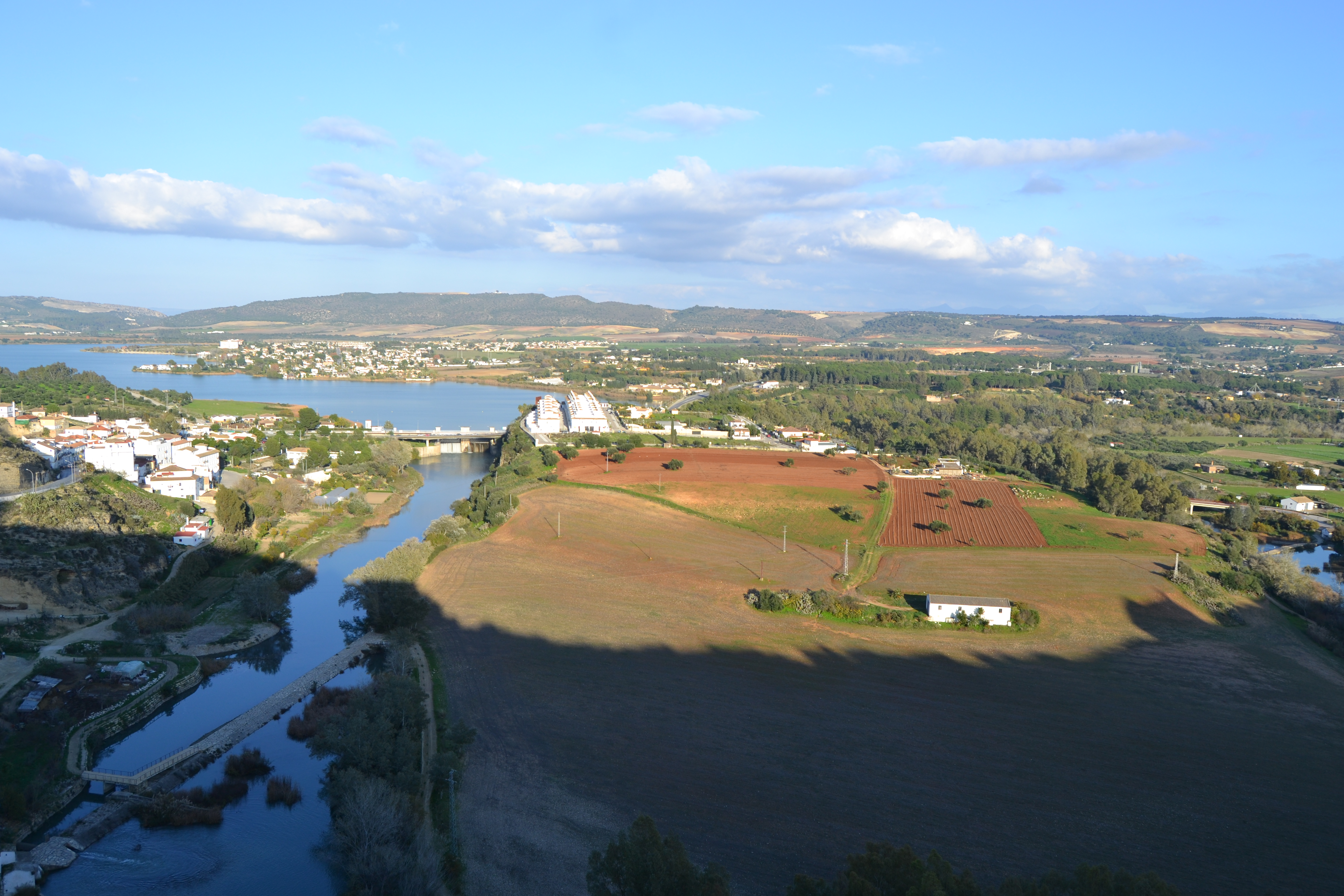
Muro del embalse desde Arcos.
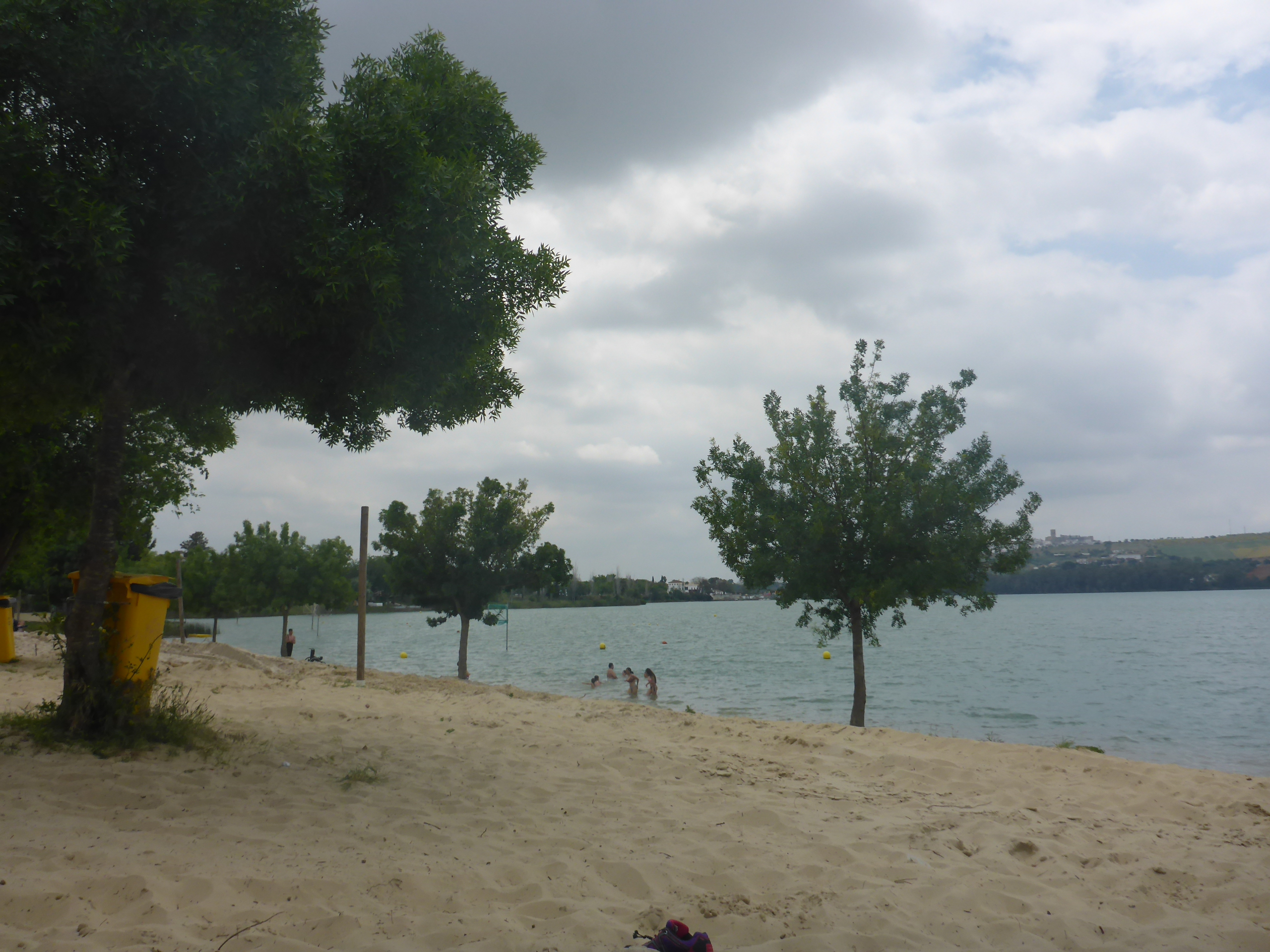
Zona de playa artificial.
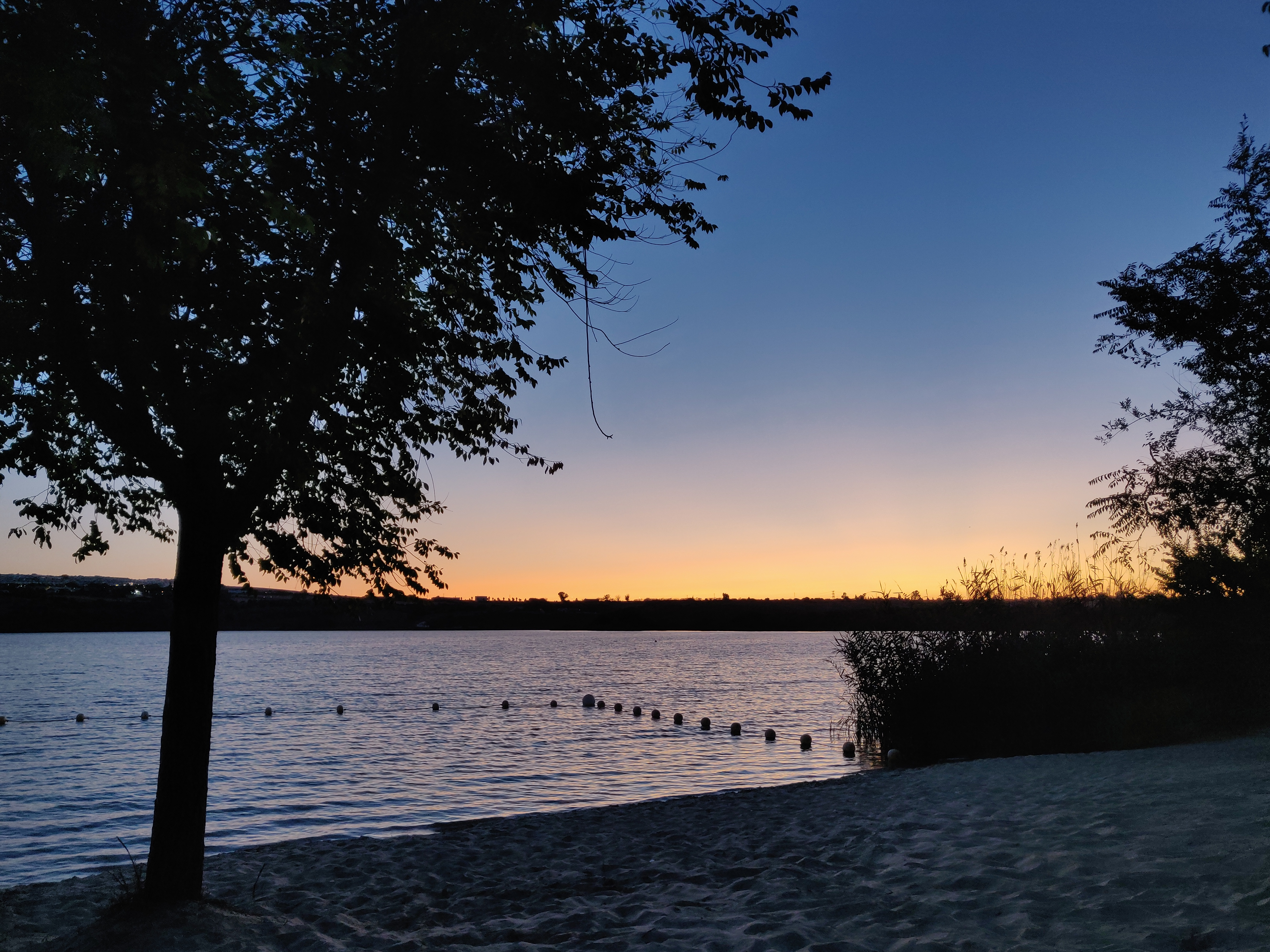
Atardecer en el lago de Arcos